# Roy Hesketh
Roy O. Hesketh (* 1915 in Pietermaritzburg, Südafrika; † 19. September 1944 über dem Großen Bittersee, Ägypten, abgestürzt) war ein südafrikanischer Motorrad- und Automobilrennfahrer und Offizier.
Lieutenant Roy Hesketh starb im Zweiten Weltkrieg bei einer Flugzeugkollision in Ägypten. Nach ihm wurde die 1953 eröffnete internationale Rennstrecke Roy Hesketh Circuit in Pietermaritzburg benannt.
Er ist auf einem Soldatenfriedhof in Fayed (Ägypten) bestattet worden.